# 宮田惟史
宮田 惟史（みやた これふみ、1983年 - ）日本の経済学者。駒澤大学経済学部教授。専門分野は、経済理論・経済学史。

## 来歴
北海道生まれ。北海道札幌西高等学校卒業後、2007年 立教大学経済学部卒業、2009年 同大学院経済学研究科修士課程修了、2012年 東京大学大学院経済学研究科単位取得退学。2012年 - 2013年 北海学園大学経済学部専任講師、2013年 - 2016年 駒澤大学経済学部専任講師、2016年 - 2022年 同大学経済学部准教授、2020年 - 2022年ロンドン大学SOAS客員研究員を経て、2022年4月より駒澤大学経済学部教授。2020年4月より信用理論研究学会理事。

## 受賞歴
2016年 第7回経済理論学会奨励賞受賞。
2009年 基礎経済科学研究所奨励賞受賞。

## 著書
- 『マルクスの経済理論―MEGA版『資本論』の可能性』（単著）岩波書店 2023年
- 『時代はさらに資本論』（共著）昭和堂 2021年
- 『マルクスの恐慌論』（共著）桜井書店 2019年
- 『闘わなければ社会は壊れる』（共著）岩波書店 2019年